# Menighedshus
Et menighedshus er en bygning med mødelokaler og kontorer til brug for et kirkesamfund eller foreninger med kirkelig tilknytning.